# Marschgabel

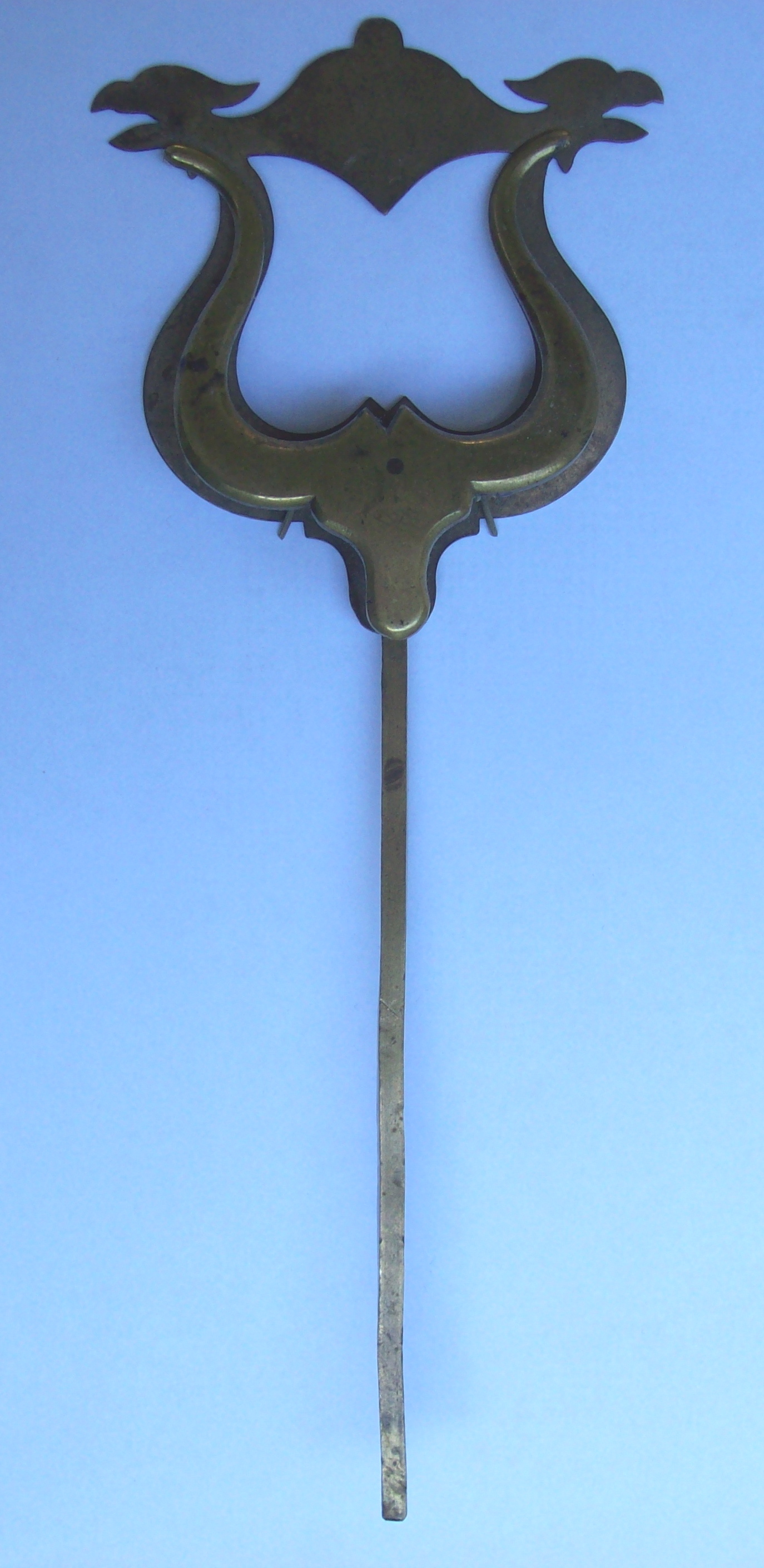
Marschgabel aus Messing für eine Trompete

Eine Marschgabel ist eine Haltevorrichtung für ein oder mehrere Notenblätter.
Marschgabeln werden in der Regel von Blaskapellen oder Spielmannszügen bei mobilen Einsätzen – wie z. B. dem Marschieren – zum Fixieren eines oder mehrerer Notenblätter am Instrument benutzt. Die Befestigung erfolgt entweder durch eine spezielle Öse am Instrument („Kästchen“) oder mittels einer Klemme am unteren Ende der Marschgabel, die am Instrument eingespannt wird. Für Flötisten oder Hornisten besteht die Möglichkeit, sich ein Band, gewöhnlich aus Leder, um den linken Unterarm zu schnallen, in dessen Öse die Marschgabel gesteckt wird.

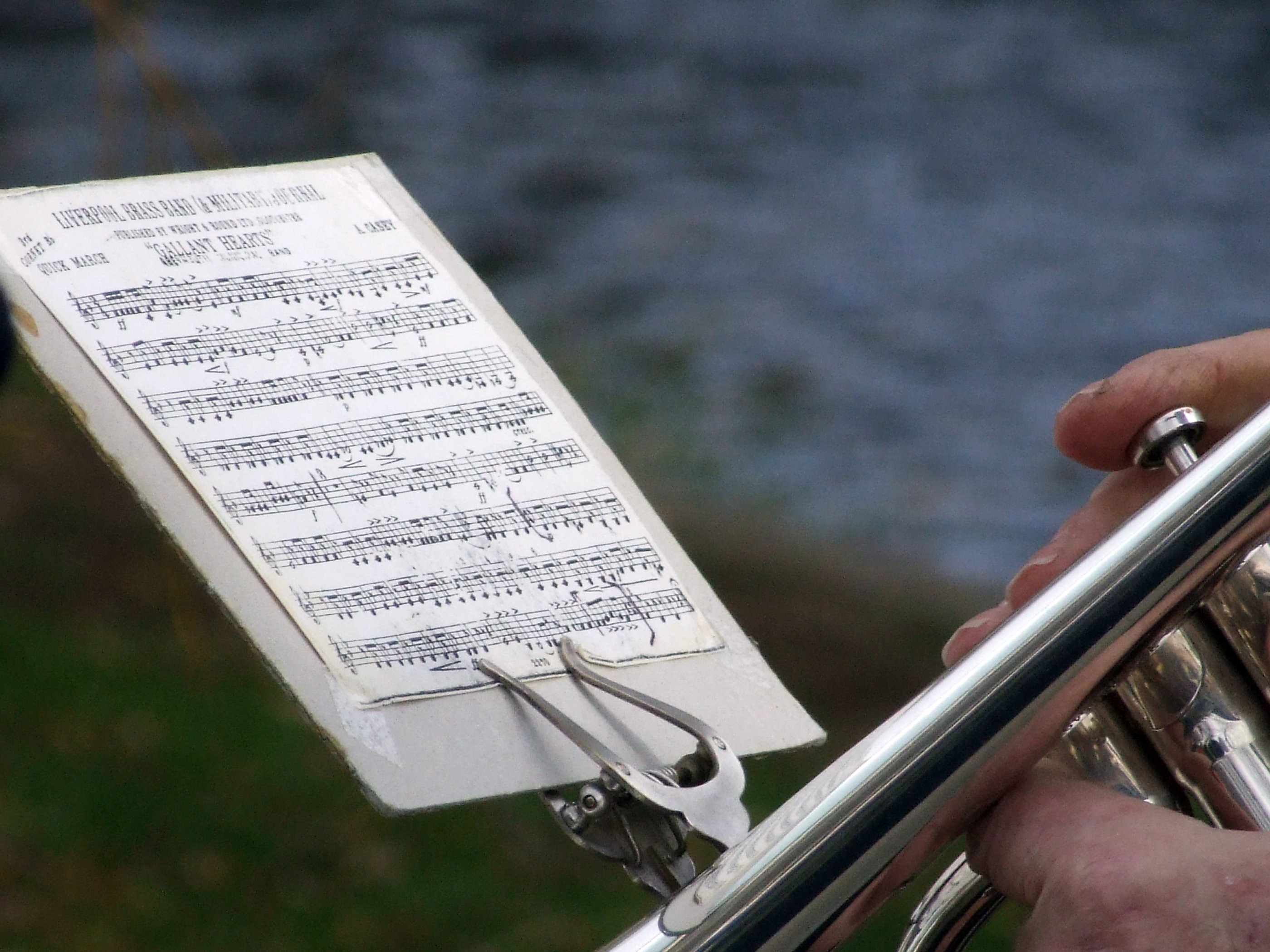
Trompete mit Marschgabel
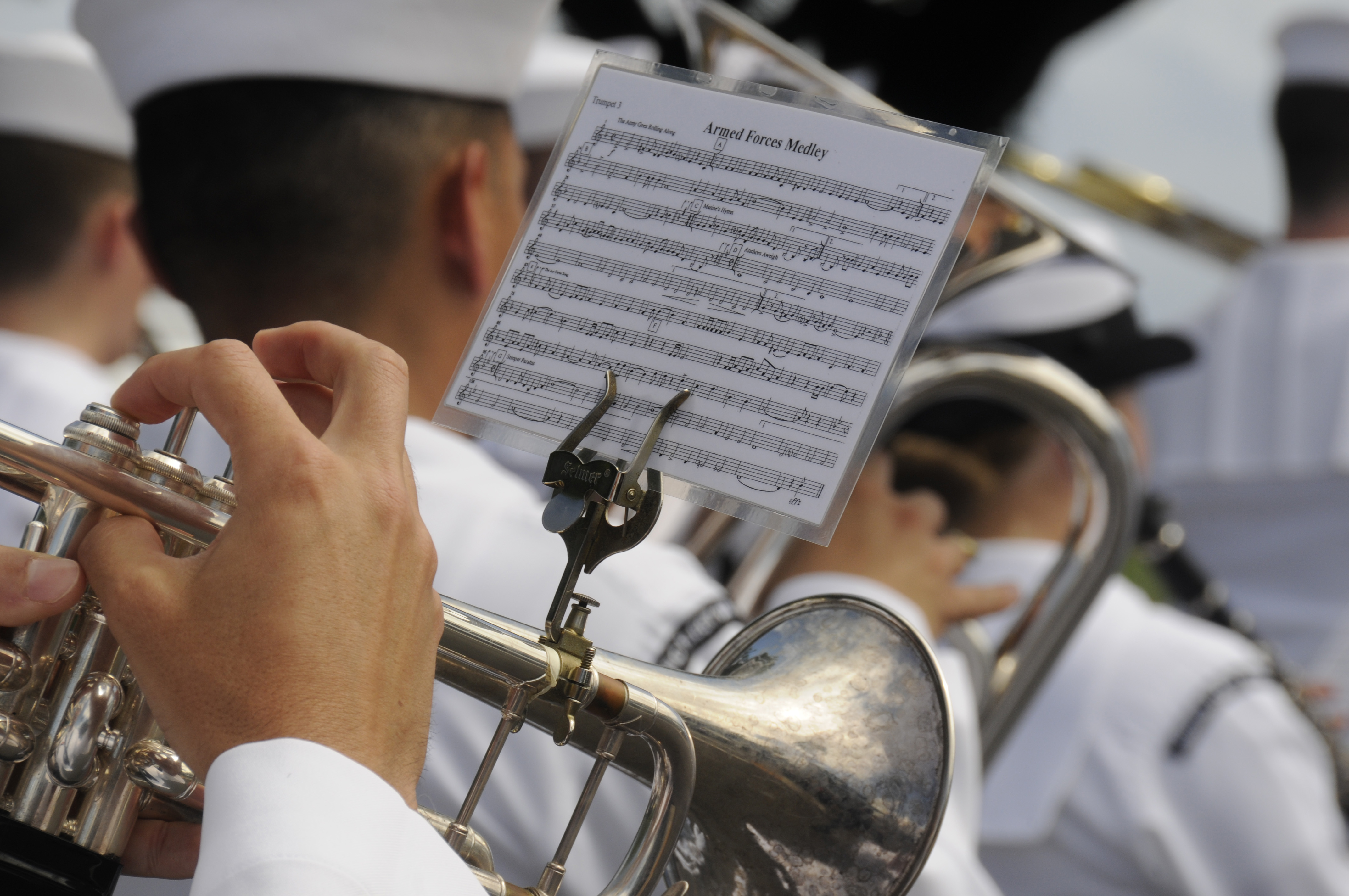
Verwendung in einer Marching Band
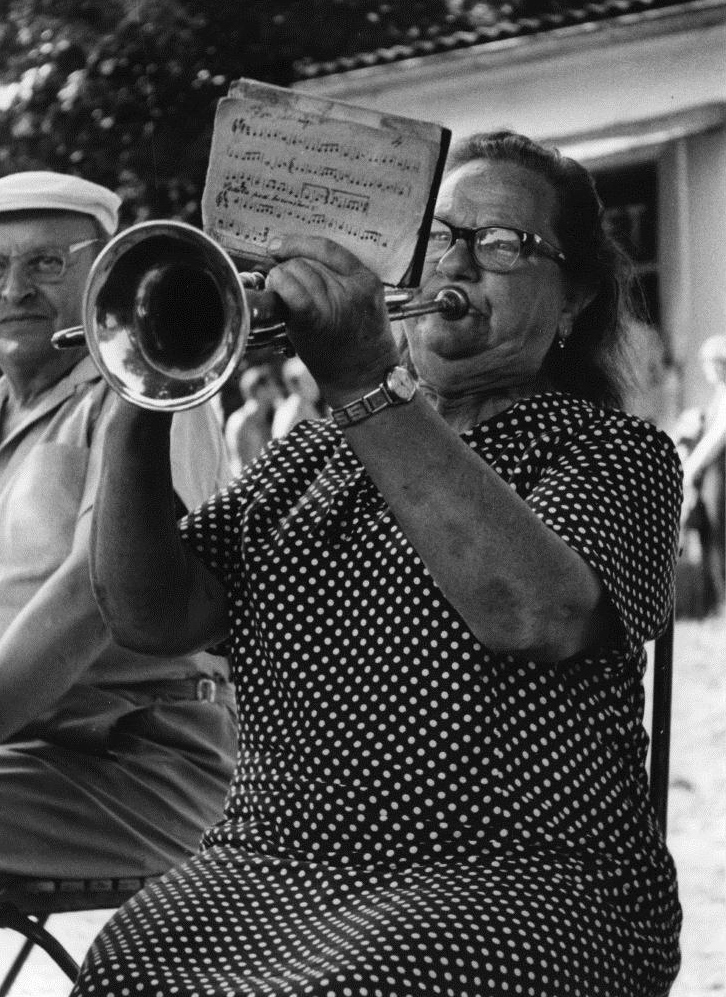
Frau mit Trompete ohne Marschgabel, die ihr Notenblatt mit der Hand fixiert
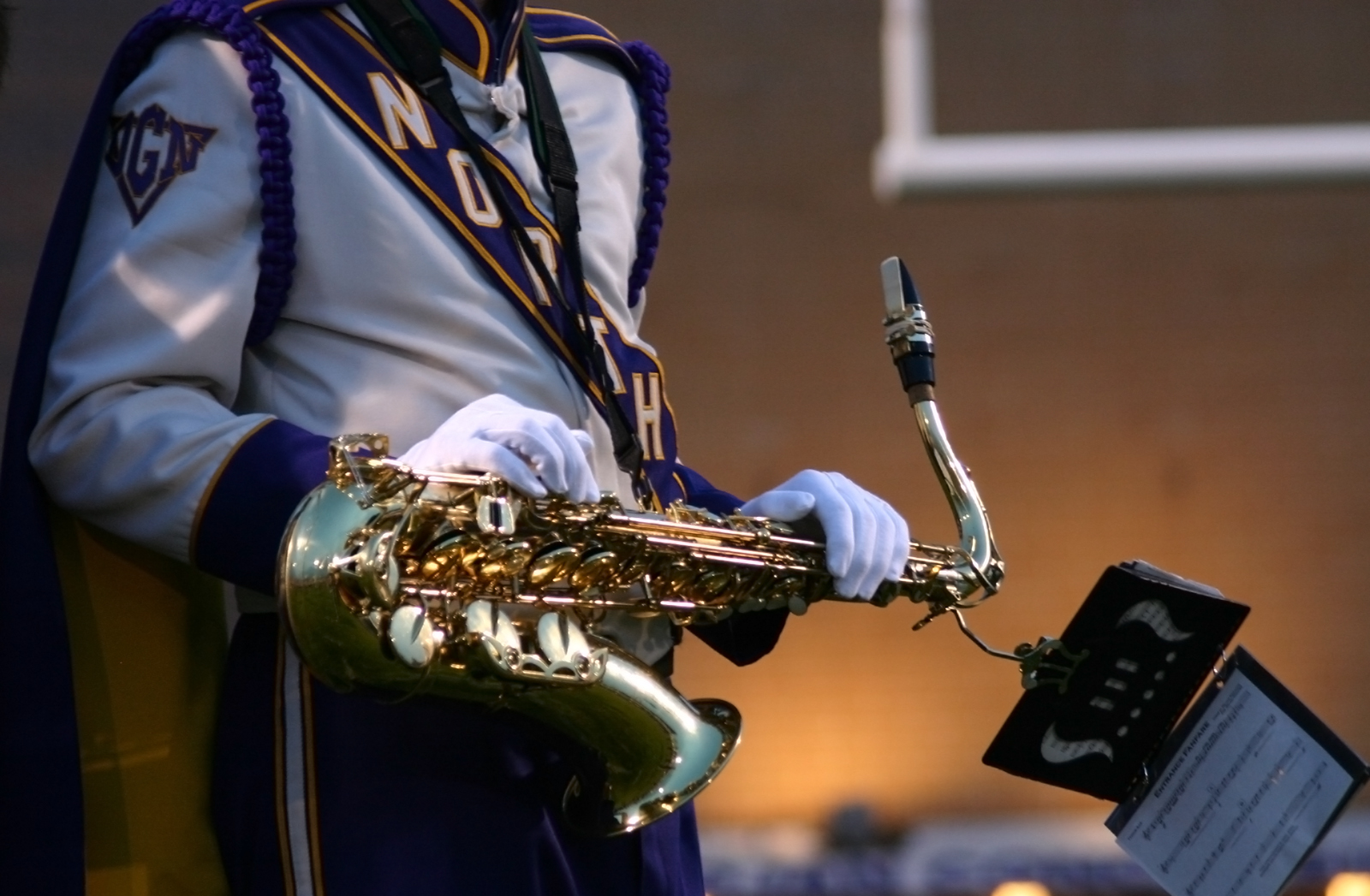
Marschgabel am Saxophon
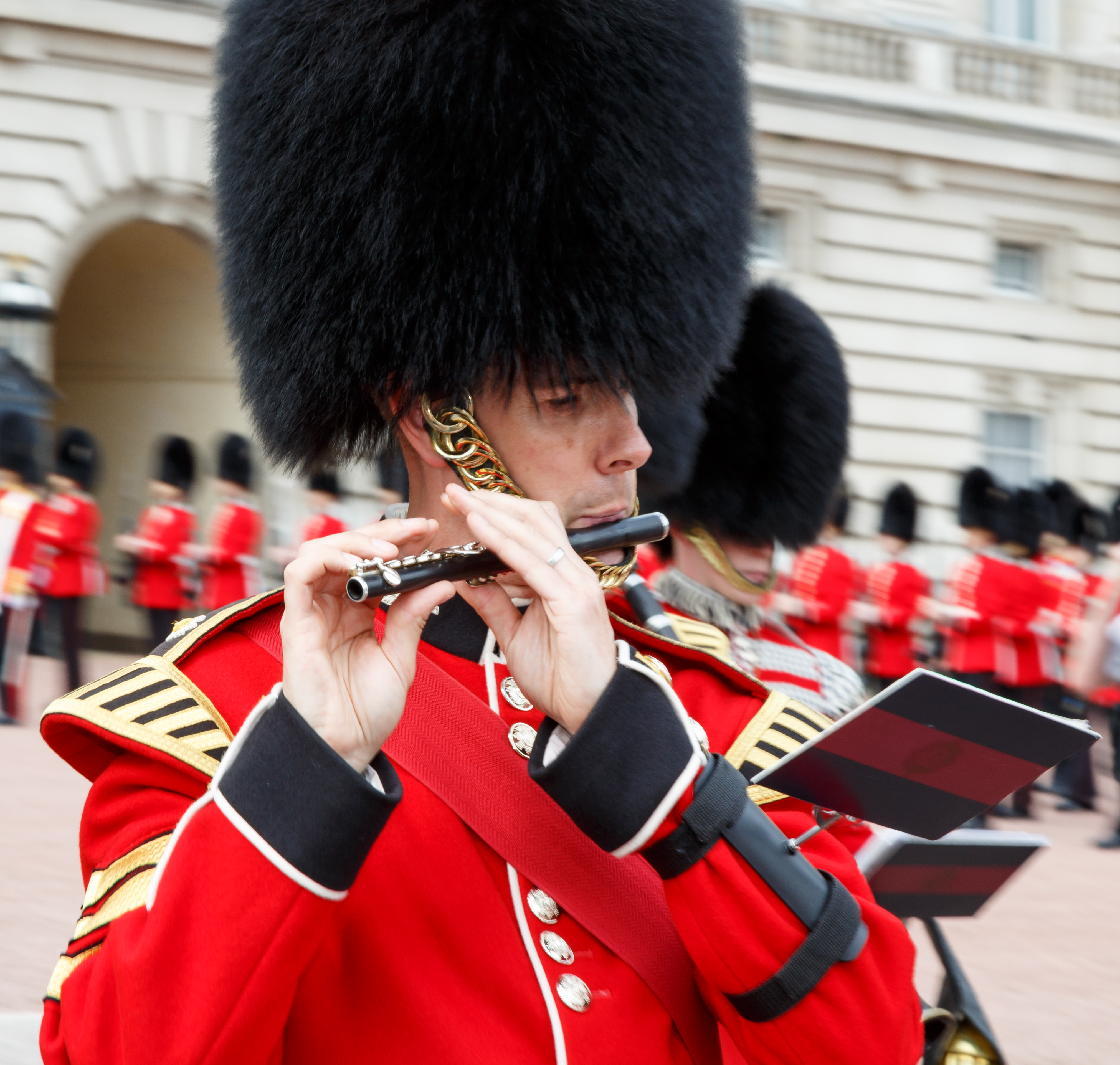
Marschgabel und Querflöte
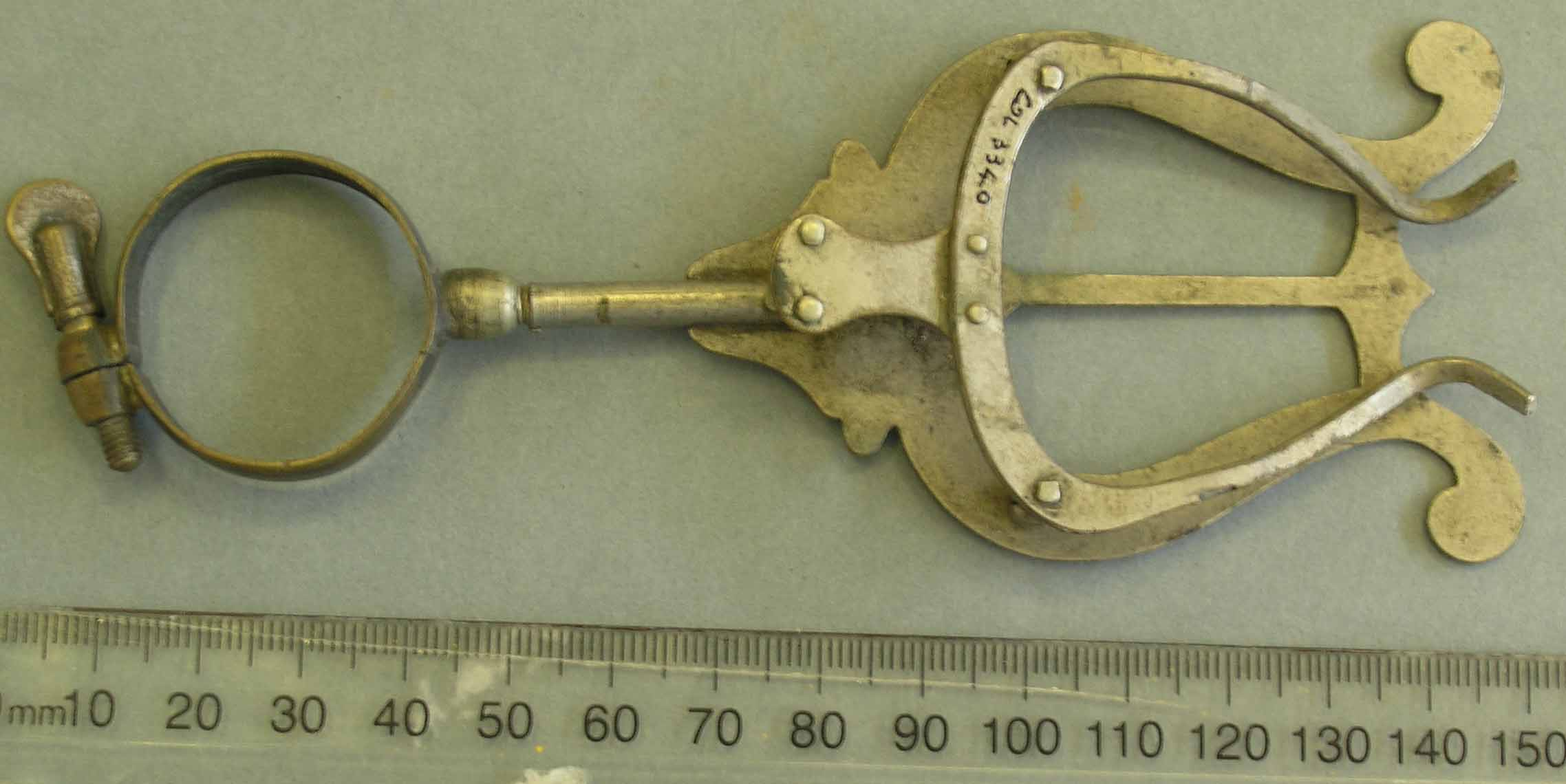
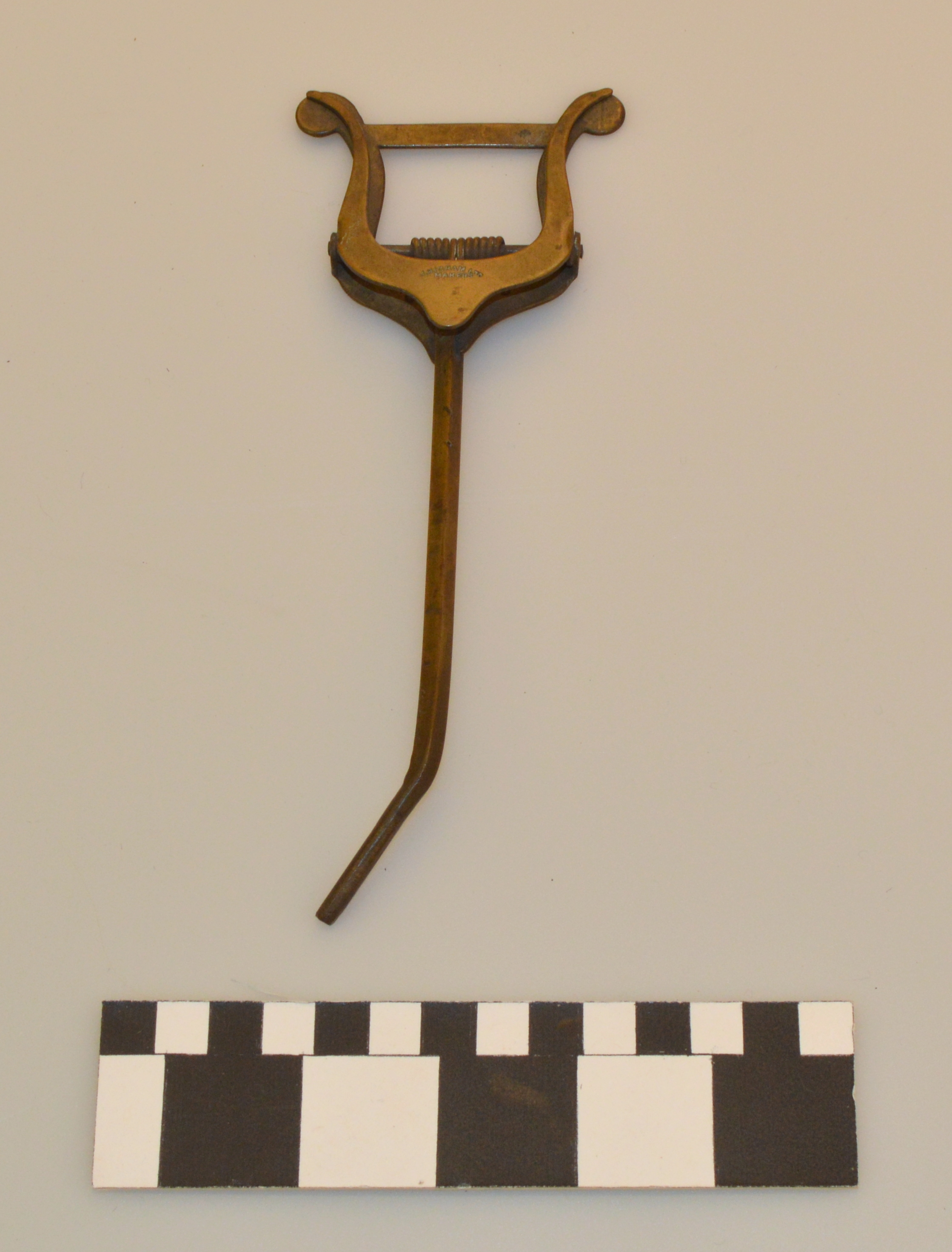
Marschgabel, Missouri ca. 1890